# Herb gminy Dominowo
Herb gminy Dominowo – jeden z symboli gminy Dominowo, autorstwa Jerzego Bąka i Tadeusza Jeziorowskiego, ustanowiony 4 czerwca 1998.

## Wygląd i symbolika
Herb przedstawia na tarczy w polu zielonym postać św. Mikołaja w szatach biskupich – czerwonym płaszczu o złotym podbiciu, ze złotą mitrą i złotym pastorałem w prawej ręce, trzymającego w lewej ręce trzy złote kule. Wokół głowy biskupa złoty nimb, przed nim w dolnej części herbu biały kamień domina złożony z dwóch połówek po pięć czarnych oczek na każdej. Postać biskupa symbolizuje św. Mikołaja, patrona gminy. Kamień domina to element "mówiący" herbu, nawiązujący do nazwy gminy. Dziesięć "oczek" na kamieniu symbolizuje dziesięć wieków osadnictwa w gminie. Trzy złote kule symbolizują posagi, jakie według podania św. Mikołaj miał ofiarować trzem ubogim pannom. 